# Yushania menghaiensis
Yushania menghaiensis är en gräsart som beskrevs av Tong Pei Yi. Yushania menghaiensis ingår i släktet yushanior, och familjen gräs. Inga underarter finns listade i Catalogue of Life.